# Lucio Ceccarini
Lucio Ceccarini (* 13. Dezember 1930 in Rom; † 14. Juli 2009 ebenda) war ein italienischer Wasserballspieler. Er war Olympiadritter 1952 sowie Europameisterschaftsdritter 1954.

## Karriere
Lucio Ceccarini wurde 1956 italienischer Meister mit Lazio Rom.
Bei den Olympischen Spielen 1952 in Helsinki gewann die italienische Nationalmannschaft ihre ersten sieben Spiele und verlor dann in der Finalrunde gegen die Ungarn und gegen die Jugoslawen. Die Ungarn erhielten die Goldmedaille, die Jugoslawen Silber und die Italiener Bronze. Ceccarini wurde nur im Auftaktspiel gegen Indien eingesetzt. Zwei Jahre später wurde Ceccarini mit der italienischen Mannschaft auch bei der Wasserball-Europameisterschaft 1954 in Turin Dritter hinter den Mannschaften aus Ungarn und aus Jugoslawien.
Neben seiner Karriere als Wasserballspieler war er auch als Schwimmer aktiv und gewann einen italienischen Meistertitel mit der Staffel von Lazio. Nach seiner Karriere war Ceccarini als Schiedsrichter im Wasserball tätig. Sein Sohn Enrico spielte in der ersten italienischen Liga, sein Sohn Andrea Ceccarini nahm als Schwimmer an Olympischen Spielen teil.